# Ягодинка (Новоборівська селищна громада)
Я́годинка — село в Україні, в Новоборівській селищній територіальній громаді Хорошівського району Житомирської області. Населення становить 334 особи.

## Географія
Географічні координати: 50°42' пн. ш. 28°36' сх. д. Часовий пояс — UTC+2. Загальна площа села — 1,9 км².
Ягодинка розташована в межах природно-географічного краю Полісся і за 20 км від селища Хорошів. Найближча залізнична станція — Нова Борова, за 2 км. Через село протікають річки Іршиця та Ірша.

## Історія
Населений пункт заснований у другій половині XVIII столітті.
Упродовж німецько-радянської війни участь у бойових діях брали 90 місцевих жителів, з них 60 осіб загинуло, 48 — нагороджені орденами і медалями.
На початку 1970-х років у селі діяли початкова школа, клуб, бібліотека із книжковим фондом 4375 примірників, фельдшерсько-акушерський пункт і дит'ясла.

## Населення
За даними перепису 2001 року населення села становило 334 особи, з них 97,01 % зазначили рідною українську мову, а 2,99 % — російську.

## Пам'ятки
1959 року встановлено пам'ятник радянським воїнам-односельцям, які загинули упродовж німецько-радянської війни. Також поблизу Ягодинки було знайдено крем'яні знаряддя доби неоліту.